# Marie-Josée Martin
Marie-Josée Martin (née en 1969 à Montréal) est une autrice, une traductrice, une réviseure et une conseillère en écriture inclusive.

## Biographie
Marie-Josée Martin est née en 1969 à Montréal et vit en Ontario français depuis les années 1990. Elle a complété ses études collégiales en lettres et langues au Cégep Édouard-Montpetit en 1987, puis a obtenu un baccalauréat spécialisé en traduction de l'Université Concordia en 1991.

## Œuvres

### Romans
- Fils d'Ariane, Montréal, Éditions de L'As, 2005, 136 p. (ISBN 2980621668)
- Un jour, ils entendront mes silences, Ottawa, Les Éditions David, 2012, 210 p. (ISBN 9782895972709, 9782895972990 et 9782895972983)
- L’Ordre et la Doctrine Après Massāla, tome 1, Sudbury, Prise de parole, 2021, 331 p. (ISBN 9782897441357, 9782897441371 et 9782897441364)

### Roman audio
- Après Massala T.1 : L'Ordre et la Doctrine, Montréal, Vues & Voix, 2022 (ISBN 9782897443450)

## Prix et honneurs
- 2013 - Prix du livre d'Ottawa pour Un jour, ils entendront mes silences[3]
- 2013 - Prix Christine-Dumitriu-van-Saanen pour Un jour, ils entendront mes silences[4]
- 2013 - Personnalité de la semaine LeDroit / Radio-Canada[2]
- 2014 - Prix littéraire LeDroit pour Un jour, ils entendront mes silences[5]
- 2014 - Prix littéraire Émergence de l’Association des auteures et auteurs de l’Ontario français pour Un jour, ils entendront mes silences[6]